# Dolichos kilimandscharicus
Dolichos kilimandscharicus är en ärtväxtart som beskrevs av Paul Hermann Wilhelm Taubert. Dolichos kilimandscharicus ingår i släktet Dolichos och familjen ärtväxter.

## Underarter
Arten delas in i följande underarter:
- D. k. kilimandscharicus
- D. k. parviflorus